# Diamonds and Pearls (песня)
«Diamonds and Pearls» — песня американского певца Принса и его аккомпанирующей группы The New Power Generation. Это заглавная песня их одноимённого альбома 1991 года.
Была в том же 1991 году издана как сингл. В США песня достигла 3 места в Billboard Hot 100, причём в тематическом ритм-н-блюзовом чарте песен Hot R&B/Hip-Hop Songs того же журнала Billboard побывала на 1 месте.

## Музыкальное видео
Жемчужное ожерелье, которое можно увидеть в музыкальном видео, было предоставлено лос-анджелесским коллекционером ювелирных украшений и дизайнером Конни Валенте из её коллекции.

## Чарты

### Недельные чарты
| Чарт (1992–93)                    | Наив. поз. |
| --------------------------------- | ---------- |
| США (Billboard Hot 100)           | 3          |
| США (Billboard Hot R&B Songs)     | 1          |
| Великобритания (UK Singles Chart) | 25         |
| Австралия (ARIA Charts)           | 13         |

### Итоговые чарты за год
| Чарт (1992)             | Наив. поз. |
| ----------------------- | ---------- |
| США (Billboard Hot 100) | 25         |

## Список композиций

### 7" (Великобритания)
1. "Diamonds and Pearls" (LP version) – 4:45
2. "Q In Doubt" – 4:00

### 7" и CD (Япония)
1. "Diamonds and Pearls" (edit) – 4:20
2. "X-cerpts from the Songs: Thunder, Daddy Pop, Strollin', Money Don't Matter 2 Night, Push, Live 4 Love" – 5:04

### 12" (Великобритания)
1. "Diamonds and Pearls" (LP version) – 4:45
2. "Do Your Dance" (Housebangers) – 4:23
3. "Cream" (N.P.G. Mix) – 5:47
4. "Things Have Gotta Change" (Tony M. Rap) – 3:57

### CD (Великобритания)
1. "Diamonds and Pearls" (LP version) – 4:45
2. "2 the Wire" (Creamy Instrumental) – 3:13
3. "Do Your Dance" (KC's Remix) – 5:58